# Leopold Infeld
Leopold Infeld, né le 20 août 1898 à Cracovie et mort le 15 janvier 1968 à Varsovie, est un physicien théoricien polonais.

## Biographie
Né à Cracovie, Leopold Infeld étudie la physique à l'université Jagellonne de Cracovie. Il obtient son doctorat en 1921 sous la direction de Władysław Natanson (en).
Juif, il quitte la Pologne pour l'Angleterre en 1933 avant de s'installer aux États-Unis en 1936 où il devient collaborateur d'Albert Einstein — avec qui il correspond depuis 1927 — à Princeton. Pour financer la suite de son séjour à Princeton, il écrit en 1938 L'Évolution des idées en physique avec Einstein, puis publie conjointement trois articles sur le problème du mouvement en relativité générale (le premier article avec Banesh Hoffmann).
Nommé professeur à l'université de Toronto en 1938, il revient dans sa terre natale où il est nommé professeur à l'université de Varsovie en 1950. Il fera aussi venir en Pologne le physicien canadien David Shugar. Il y reste jusqu'à sa mort en 1968.
En 1955, il est l'un des onze signataires du manifeste Russell-Einstein qui met en lumière les dangers créés par les armes nucléaires et appelle les principaux dirigeants du monde à rechercher des solutions pacifiques aux conflits internationaux.

## Œuvres
- Albert Einstein et Leopold Infeld, L'Évolution des idées en physique, Flammarion, coll. « Champs », 1993  (ISBN 2-08-081119-3)
- Albert Einstein, Leopold Infeld et Banesh Hoffmann, Annals of Mathematics 39 (1938) 65.
- Albert Einstein et Leopold Infeld :
  - Annals of Mathematics 41 (1940) 455.
  - Canadian Journal of Mathematics 3 (1941) 209.
- Leopold Infeld, Whom the Gods Love, 1957
  - traduction française Le Roman d'Évariste Galois, Éditions La Farandole, 1978, 364 p.